# Processo McLibel
Viene denominato McLibel il processo iniziato nel 1990 contro due attivisti inglesi, Helen Steel e David Morris, i quali, insieme all'associazione cui facevano parte, la London Greenpeace, distribuivano volantini davanti ai ristoranti McDonald's, in cui dichiaravano che la compagnia vendeva cibo insalubre, sfruttava i lavoratori, praticava un marketing non etico nei confronti dei bambini, maltrattava gli animali ed era responsabile di inquinamento e delle piogge acide in Sud America.
Il processo si concluse con una sentenza favorevole alla McDonald's, dichiarata il 19 giugno 1997 dal giudice Bell (fu il processo più lungo nella storia della giustizia inglese). Si rivelò essere tuttavia una vittoria di Pirro: il tribunale dichiarò veritiere gran parte delle accuse rivolte dai due attivisti alla multinazionale statunitense, tra cui la pubblicità ingannevole sulla salubrità dei cibi venduti, i salari bassissimi e lo sfruttamento del lavoro minorile. Il risarcimento alla McDonald's ammontava a 60.000£, ma si calcola che il danno all'immagine e alla reputazione dell'azienda agli occhi dell'opinione pubblica ammonti a circa 10.000.000£ (circa 15.000.000€).